# Marača
Marača ili Maroč (mađ. Marócsa) je selo na krajnjem jugu Republike Mađarske.
Zauzima površinu od 11,38 km četvornih.

## Zemljopisni položaj
Nalazi se na 45° 55' sjeverne zemljopisne širine i 17° 49' istočne zemljopisne dužine.
Andrec je 2,5 km zapadno-sjeverozapadno, Biriš je 6 km sjeverozapadno, Galambos odnosno prirodni rezervat Sentegatska šuma (mađ. Szentegáti-erdő természetvédelmi terület) je 4,5 km sjeverno, Szentegát je 6 km sjeverno, Sumonjski ribnjak je 6,5 km sjeveroistočno, Okrag je 4,5 km istočno-sjeveroistočno, Kákics je 2,5 km istočno-jugoistočno, kotarsko sjedište Šeljin je 4,5 km jugoistočno, Bogdašin je 3 km južno-jugozapadno, a Fok je 4 km jugozapadno.
Od Drave i granice s Republikom Hrvatskom je udaljen 11 km sjeveroistočno, a najbliže mjesto u RH je Sopje, 13 km udaljeno.

## Upravna organizacija
Upravno pripada Šeljinskoj mikroregiji u Baranjskoj županiji. Poštanski broj je 7960.

## Povijest
U povijesnim dokumentima se spominje pod imenima Morocha, Morol, Morolcha, Morocha, Morolka, Morossa, a prvi put se spominje 1332. godine.
1431. se spominje kao samostalna župa.
U 15. st. selo je dijelom Pečuške biskupije.
U 19. st. je Marača izgorila u požaru.
Vlasnikom sela je u 19. st. bio grof Drašković. 1886. je dao u selu sagraditi školu koja se i do današnjeg dana nalazi u selu i koja je u funkciji. 
Većina današnjih stanovnika su romskog podrijetla.

## Stanovništvo
Marača ima 123 stanovnika (2001.). Mađari su većina. U selu ima i Roma koji u selu imaju manjinsku samoupravu. 2/3 stanovnika su rimokatolici, a preko četvrtine su kalvinisti.

## Vanjske poveznice
- Marača na fallingrain.com